# Mathea (Sängerin)

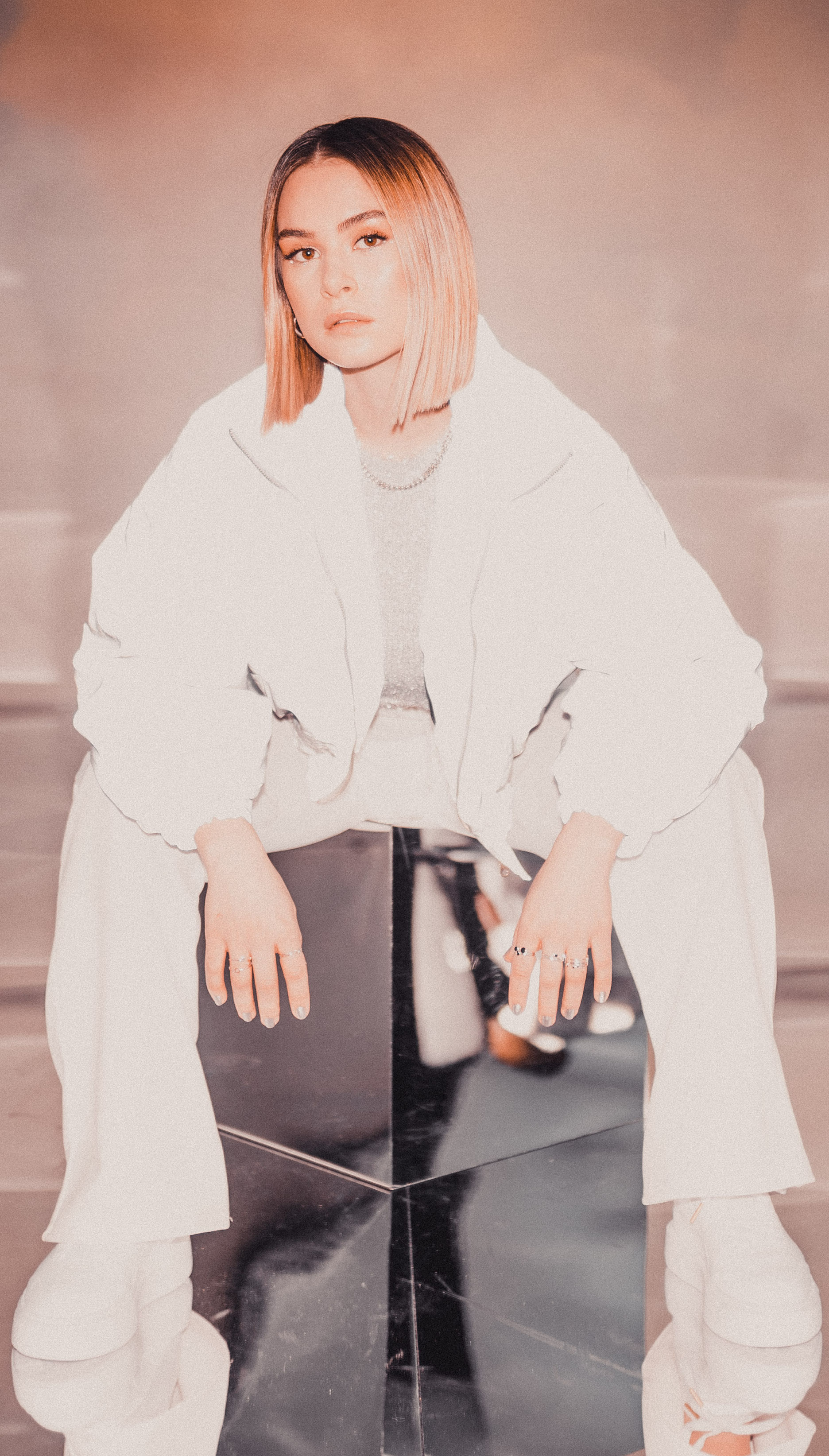
Mathea (2021)

Mathea (* 13. Juli 1998 in Bruck an der Großglocknerstraße, Salzburg; bürgerlich Mathea Elisabeth Höller) ist eine österreichische Sängerin.

## Biografie
Mathea wuchs in Bruck an der Großglocknerstraße auf. Nach ihrem Schulabschluss nahm sie an der 6. Staffel von The Voice of Germany teil, wo sie in die Sing Offs kam. Im Anschluss daran zog sie nach Wien. Während sie sich ihr Geld als Schuhverkäuferin verdiente, arbeitete sie an eigener Musik.
Im Oktober 2018 veröffentlichte sie ihre Debütsingle 2x. Im Jänner 2019 stieg die Single erstmals in die österreichischen Charts ein. Zwei Monate später sprang sie auf Platz eins der Ö3 Austria Top 40.
Die Single errang den Gold- und schließlich den Platin-Status. Gleichzeitig schaffte 2x auch den Einstieg in die deutschen Singlecharts und hielt sich dort 14 Wochen. In Österreich war der Song 39 Wochen in der Hitparade. Zudem hielt er sich fünf Wochen lang auf Platz eins der Airplay-Charts der Radios. Ein Jahr später bekam 2x auch in Deutschland Gold und wurde darüber hinaus bei den Amadeus Austrian Music Awards 2019 in der Kategorie „Songwriter des Jahres“ nominiert.
Die Folgesingle Chaos kam bis auf Platz sechs der österreichischen Charts und wurde mit Platin ausgezeichnet. Die im Anschluss veröffentlichte EP M1 kam ebenfalls in die Hitparade, obwohl sie nicht physisch gekauft werden konnte.
Im Frühjahr 2020 veröffentlichte Mathea mit Wollt dir nur sagen den Vorboten für ihr Album. Auch diese Single kam in die Charts und wurde mit dem Goldstatus versehen. Das Debütalbum M erreichte in Österreich den vierten Platz, in Deutschland stieg das Album auf Platz 35 ein. Zeitnah mit dem Album-Release gründete Mathea ihr eigenes Label 1998 und unterschrieb einen Management-Vertrag bei Ragucci & Boldt und reihte sich damit zwischen Künstlern wie RAF Camora, KC Rebell, Ufo361 und der 187 Strassenbande ein. Im Herbst desselben Jahres wurde Mathea für den Musikpreis 1Live Krone in der Kategorie „Beste Künstlerin“ nominiert.
Im Mai 2021 nahm Mathea für Österreich an Stefan Raabs Free European Song Contest teil, bei dem auch Elif, Milow, Amy Macdonald und Rea Garvey mitmachten. Letzterer holte den Sieg für Irland. Mit dem Song Tut mir nicht leid erreichte Mathea 67 Punkte und belegte damit Platz sieben.
Im August 2021 veröffentlichte sie Willst du mich, den sie im Frühjahr 2020 im ersten Lockdown gemeinsam mit Mark Forster aufgenommen hatte. Der Song wurde gleichzeitig mit Forsters fünftem Studioalbum Musketiere herausgebracht. Im Oktober 2021 wurde auf dem Album Album von Clueso das gemeinsame Lied Der letzte Song veröffentlicht.

## Diskografie
Studioalben

| Jahr | Titel Musiklabel      | Höchstplatzierung, Gesamtwochen, AuszeichnungChartplatzierungen (Jahr, Titel, Musiklabel, Platzierungen, Wochen, Auszeichnungen, Anmerkungen) | Höchstplatzierung, Gesamtwochen, AuszeichnungChartplatzierungen (Jahr, Titel, Musiklabel, Platzierungen, Wochen, Auszeichnungen, Anmerkungen) | Höchstplatzierung, Gesamtwochen, AuszeichnungChartplatzierungen (Jahr, Titel, Musiklabel, Platzierungen, Wochen, Auszeichnungen, Anmerkungen) | Anmerkungen                       |
| Jahr | Titel Musiklabel      | DE | AT | CH | Anmerkungen                       |
| ---- | --------------------- | --- | --- | --- | --------------------------------- |
| 2020 | M 1998 Records (Sony) | DE35 (1 Wo.)DE | AT4 (15 Wo.)AT | — | Erstveröffentlichung: 1. Mai 2020 |

## Auszeichnungen und Nominierungen

### Auszeichnungen
Amadeus Austrian Music Award
- 2021: „Pop / Rock“[9]

### Nominierungen
Amadeus Austrian Music Award
- 2019: „Songwriter des Jahres“ für 2x[10]
- 2020: „Song des Jahres“ für Chaos[11]
- 2020: „Pop/Rock“[12]

1 Live Krone
- 2020: „Beste Künstlerin“[13]
- 2021: „Beste Künstlerin“[14]